# 문선초등학교
문선초등학교는 대한민국 경상남도 사천시 벌리동에 있는 공립 초등학교이다.

## 역사
- 2020년 3월 1일 32학급(특수반 2) 및 병설유치원 2학급 편성
- 2020년 1월 10일 제73회 졸업장 수여식 115명 (총 20,625명)
- 2019년 3월 1일 31학급 편성(특수반 2), 병설유치원 2학급
- 2019년 3월 1일 제28대 백미선 교장 부임
- 2019년 2월 28일 제72회 졸업장 수여식 86명(총 20,510명)
- 1996년 3월 1일 문선초등학교로 변경
- 1987년 3월 1일 43학급 편성(55학급에서 노산초등학교 15학급 719명 분리)
- 1986년 9월 30일 다목적 교실(강당)준공
- 1946년 5월 4일 문선공립국민학교 개교

## 참고 자료
- 문선초등학교  - 공식 웹사이트